# 遺伝子ノックダウン
遺伝子ノックダウン（いでんしノックダウン）とは、特定の遺伝子の転写量を減少させる操作を指すことが多いが、翻訳を阻害する操作についても用いられる。ノックアウトマウスなどの遺伝子そのものを破壊する遺伝子ノックアウトとは異なり、遺伝子の機能を大きく減弱させるものの完全には失わせない。

## 方法
遺伝子のノックダウンの方法としては、旧来はmRNAのアンチセンス鎖に相当するRNAを細胞に導入するアンチセンス法が用いられてきた。しかし、RNAi法が発見されてからは、siRNAやmicroRNAなどを用いたRNAiと呼ばれる現象を利用して遺伝子の発現量を減少させることが多い。
また、RNAに作用するのではなく、サイクリンたんぱく質の持つデストラクションボックスと呼ばれるタンパク質分解酵素の標的となる分子を目的のタンパク質と融合させることで、タンパク質の発現をノックダウンする場合もある。

## 問題点
ノックダウンはノックアウトとは異なり遺伝子の発現が残るため、ノックダウンした結果として調べた現象に対して効果がなくてもその遺伝子がその現象に対し関与していないとは結論できない。また、線虫などの研究分野ではノックダウンとノックアウトでは表現型が異なることが問題となるなどノックダウンの実験からではその遺伝子の機能は十分に明らかとならず、遺伝子のノックアウトも必要となる。

## 利点
遺伝子のノックアウトとは異なりノックダウンは実験的に容易にかつ短期間のうちに結果を得ることができることから、ノックアウト実験をするかどうかの指標にまずノックダウン実験が行われることが多い。